# Бульйонка

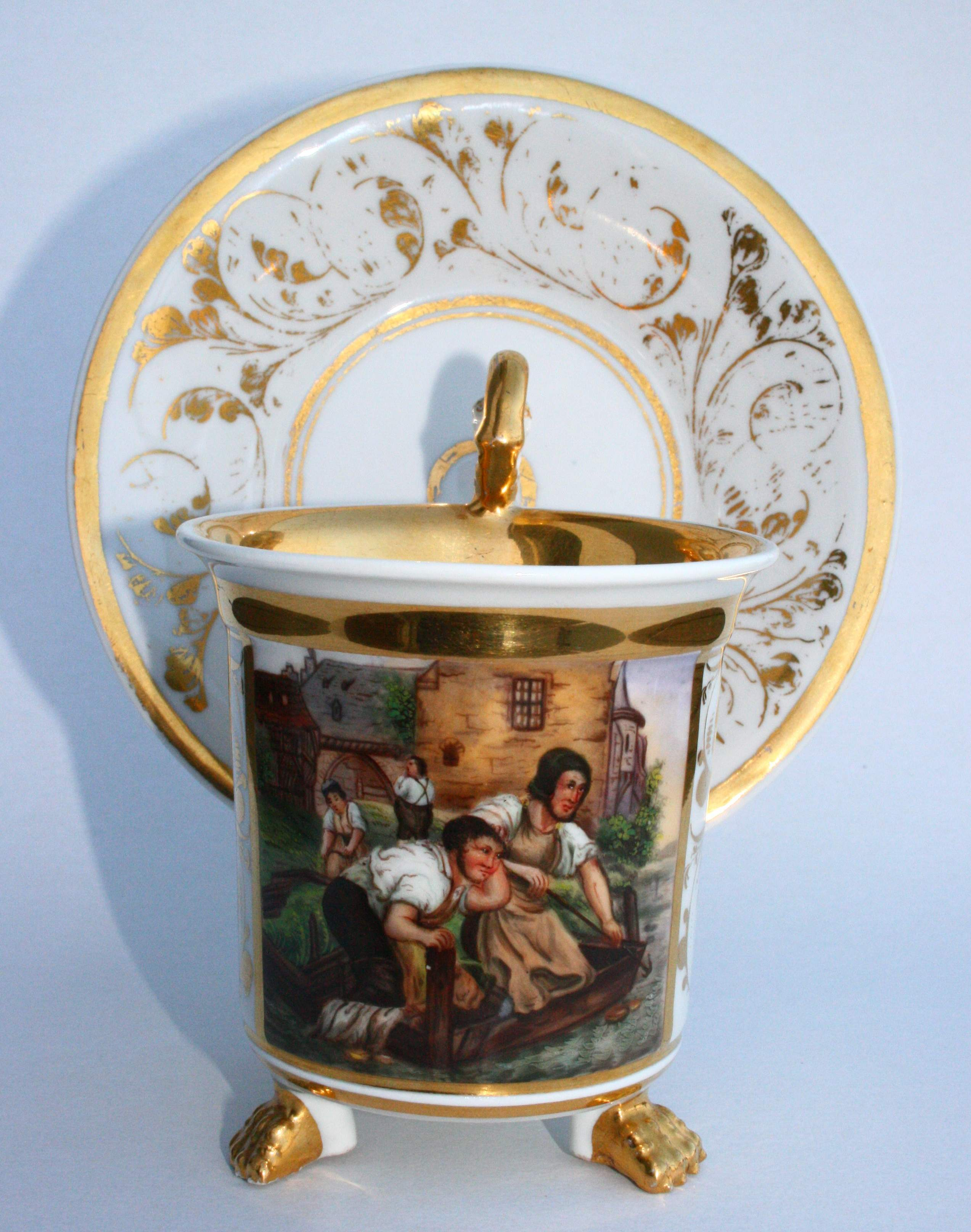
Індивідуальна бульйонка з блюдцем та кришкою

Бульйо́нка — предмет столового посуду з фарфору або фаянсу для подачі бульйону на стіл. Бульйонка схожа на супник і є посудиною у формі півкулі з кришкою і двома ручками.
Бульйон також подають до столу порційно, і тоді індивідуальна бульйонка виглядає як чайна чашка із блюдцем. Таку бульйонку також називають бульйонною чашкою або бульйонною парою. На відміну від бульйонної тарілки, до бульйонки не подають ложку. Бульйон з індивідуальної бульйонки п'ють, як із чашки. При сервіруванні ручку індивідуальної бульйонки слід повернути праворуч.
У курсі для радянських товарознавців (1969) зазначалося, що бульйонки, поряд із суповими вазами і соусниками, майже вийшли зі вжитку і через це не включаються до складу деяких сервізів.